# Barry (Groot-Brittannië)
Barry is een Brits historisch motorfietsmerk.
De bedrijfsnaam was: Barry Motor Co., Ton Pentre, Glamorgan, Wales.
Dit Britse merk bouwde in 1904 een zeer bijzondere motorfiets waarbij de tweecilinder boxermotor rond een vaste krukas draaide. Hij werkte ongeveer volgens het tweetaktprincipe, hoewel er snuffelkleppen voor de doorstroming van mengsel en uitlaatgassen zorgden. De smering gebeurde doordat de olie die de krukas gesmeerd had door de zwaartekracht via kleine gaatjes naar beneden viel en vervolgens door de centrifugaalkracht van de rondtollende motor in de cilinders kwam.
In 1905 werd het frame verbeterd zodat de motor voor de pedalen kwam te zitten. Toen werd er ook riemaandrijving toegepast. Het werd echter geen succes en het merk verdween van het toneel tot 1910, toen de motor werd gepatenteerd door W.A. Richards en C.R. Redrup. Daarna werd er opnieuw lang niets meer van vernomen, maar in 1919 bouwde Redrup een dergelijke motor in zijn Redrup Radial-motorfietsen.